# 알프레드 드 뮈세
알프레드 드 뮈세(프랑스어: Alfred de Musset, 1810년 12월 11일 ~ 1857년 5월 2일)는 프랑스의 시인, 소설가, 극작가이다.
파리 태생으로, 20세에 대담 분방한 시집 〈에스파냐와 이탈리아 이야기〉(1830)로 문단에 데뷔하여 낭만파의 청춘 시인으로서 사교계의 총아가 된다. 그러나 점차 낭만파 동향에 비판적이 되어 독자적인 길을 걷는다. 1833년 작가 조르주 상드와 사랑에 빠졌으나 이듬해에 헤어지고 연애의 번뇌와 고통을 노래하며 시인으로 크게 성장한다. 한때 방탕한 생활을 하다가 30세를 넘긴 후부터는 재능이 쇠퇴하기 시작하여 1852년에 아카데미 프랑세즈 회원이 되었으나 다시 일어서지 못하고 죽었다. 분방한 상상력과 섬세한 감수성으로 항상 신선하고 솔직하게 사랑을 노래한 뮈세는 낭만파 시인 가운데 가장 시인다운 시인이라 일컬어진다.

## 작품
뮈세의 극작이 시대조류에 항거할 수 있었던 이유의 하나로는 그의 작품이 상연을 전제로 하지 않고 쓰여졌다는 외적 조건이 있다. 최초의 극작인 <베니스의 밤>은 1830년 오데온 극장에서의 첫 상연일에 주연여우의 과실도 있고 해서 야유와 욕설 가운데 실패하고 말았다.
그러나 그는 극작을 단념하지 않고 다음에 출판한 시집에서는 <술잔과 입술> <처녀는 무엇을 꿈꾸는가>의 두 운문극을 시도하여 '안락의자에서 보는 연극'이라는 제명을 붙였다. 이 작품으로 극작에의 방향을 확인한 그는, 그 후 세계평론지(世界評論誌)에 상연을 고려하지 않는 많은 극작품을 발표했다. 1833년의 <앙드레아 델 사르토(Andrea del Sarto)>를 비롯하여 <마리안의 변덕(Les Caprices de Marianne)>, 1834년의 <판타지오(Fantasio)>, <사랑을 장난으로 하지 말아라(On ne Badine pas avec l' Amour)> <로렌자초(Lorenzaccio)> <종마(種馬)>, 1837년의 <바람기(Un Caprice)> 등이 극작집 <희극과 격언극(格言劇)>에 수록되어 있다. 이러한 작품은 상연상의 제약이 없기 때문에 한층 자유로운 형식이나 여유있는 시정(詩情)을 발휘할 수 있었으나 동시에 마리브식(式)의 정밀한 심리주의를 계승하여 프랑스 연극의 전통을 확대, 강화했음도 잊을 수 없는 일이다.
특히 사극(史劇) <로렌자초>는 셰익스피어풍 규모와 문체의 화려함을 갖춘 낭만주의극의 걸작으로 손꼽힌다. 뮈세의 극은 1846년에 <바람기>가 여배우 알랭에 의해 상연된 이후 그 연극적 가치가 재평가되었으며 잇따라 각광을 받았으나 20세기에 들어와 연극에서 시정을 되찾으려는 자크 코포의 운동 후 처음으로 참다운 이해를 받았다고 하겠다.
시는 〈초기시집〉(1829-1835)과 〈신시집〉(1836-1852)에 수록되어 있으나 유명한 4편의 〈밤〉(1835-1837)에는 상드와의 연애 고뇌에서 나온 훌륭한 서정시가 담겨 있다. 장편소설 〈세기아(世紀兒)의 고백〉(1836)도 같은 괴로움에서 생긴 것이지만 여기에는 동시에 샤토브리앙의 〈르네〉따위의 흐름인 '세기병'을 역력하게 읽어볼 수 있다. 기타 〈두 사람의 애인〉(1837), 〈미미 팡송〉(1845) 등 10편이 넘는 소설이 있고 또 현재에 한층 높이 평가되기 시작한 〈장난으로 사랑하지 않을 것〉(1834), 〈로렌자치오〉(1834)〔〈희극과 격언극〉(1854)에 수록〕 등
극작품도 많다.

## 참조 자료
- 이 문서에는 다음커뮤니케이션(현 카카오)에서 GFDL 또는 CC-SA 라이선스로 배포한 글로벌 세계대백과사전의 내용을 기초로 작성된 글이 포함되어 있습니다.